# Dagligt liv ved Kangamiut
Dagligt liv ved Kangamiut er en dansk dokumentarfilm fra 1933 instrueret af Paul Hansen.

## Handling
Kangaamiut. Fangere og deres koner. Hverdagsliv. Kajakker. Storvask. Torsk tilberedes. Billedskæreren Johan Kreutzman. Angmassætter samles med net. Mm.
Yderligere oplysninger i de to blå mapper om Nationalmuseets film.